# الأسقفية الأنجلو-بروسية في القدس
الأسقفية الأنجلو-بروسية في القدس مقرًا أسقفيًا بروتستانتيًا يقع في القدس وقد استمر وجودها بين عامي 1841 و1886. كانت هذه الأسقفية مشروعًا مشتركًا بين كنيسة إنجلترا و الكنيسة الإنجيلية في بروسيا.
تأسست الأسقفية نتيجة لجهود تبشيرية متعددة في الأرض المقدسة، بالإضافة إلى بعثة التحالف الرباعي التي حدثت في عام 1840. رأى الملك فريدريك ويليام الرابع ملك بروسيا فرصة لإنشاء وجود قوي للمسيحيين الإنجيليين هناك، حيث كانت الكنائس الأرمنية واليونانية واللاتينية تتمتع بوضع معترف به بموجب معاهدات طويلة الأمد وحماة أقوياء، بينما كان البروتستانت يفتقرون إلى مكانة رسمية. أرسل الملك مبعوثه بونسن إلى الملكة فيكتوريا ليقترح إنشاء أسقفية بروتستانتية مشتركة، وهو ما لاقى ترحيبًا من قبل رئيس أساقفة كانتربري و أسقف لندن.
تم تحديد الوقف الخاص بكرسي الأسقفية بمبلغ 30 ألف جنيه إسترليني، مما ضمن دخلاً سنويًا قدره 1200 جنيه إسترليني للأسقف. كان من المقرر تعيين الأسقف بالتناوب بين بروسيا وإنجلترا، مع احتفاظ رئيس أساقفة كانتربري بحق النقض على الترشيحات البروسية. نُظم المقر بطريقة مشابهة للأبرشية الأنجليكانية، حيث كان الأسقف خاضعًا في البداية للسلطة المطرانية لكانتربري. امتدت سلطة الأسقف إلى ما هو أبعد من فلسطين لتشمل البروتستانت في سوريا ، وبلاد ما بين النهرين ، ومصر ، وإثيوبيا ،ومُورست وفقًا لقوانين وأعراف كنيسة إنجلترا.

## خلفية
ونتيجة لأكثر من جهد تبشيري في الأراضي المقدسة في السنوات الأولى من القرن، ونتيجة للبعثة التي أُرسلت إلى هناك في عام 1840 من قبل ما يسمى بالتحالف الرباعي، رأى فريدريك ويليام الرابع ملك بروسيا أن المناسبة مواتية لإنشاء موقف ثابت للمسيحيين الإنجيليين في ذلك البلد. لقد تمتعت الكنائس الأرمنية واليونانية واللاتينية منذ فترة طويلة بميزة وجود هيئات دائمة خاضعة لموافقة المعاهدة، وكان للكنيستين الأخيرتين أيضًا حماة أقوياء (روسيا وفرنسا على التوالي)، في حين لم يكن للبروتستانت أي وضع منتظم. لذلك أرسل الملك بونسن في مهمة خاصة إلى الملكة فيكتوريا ليعرض على رئيس أساقفة كانتربري وأسقف لندن ، اللذين رحبا بالاقتراح، خطة لإقامة أسقفية بروتستانتية مشتركة تحت حماية إنجلترا وبروسيا.

## الاقتراح
وقد تم تخصيص وقف للكرسي الأسقفي بقيمة 30 ألف جنيه إسترليني، ليضمن دخلًا سنويًا قدره 1200 جنيه إسترليني للأسقف. كان من المقرر أن يتم تعيين الأسقف بالتناوب بين بروسيا وإنجلترا؛ ومع ذلك، احتفظ رئيس أساقفة كانتربري بحق النقض (الفيتو) على الترشيحات البروسية. ومن حيث التنظيم، كانت الأبرشية تُدار عمليًا كأبرشية أنجليكانية، وكان حامل اللقب خاضعًا في البداية للسلطة المطرانية لكانتربري. امتدت صلاحيات الأسقف القضائية مؤقتًا إلى ما وراء فلسطين لتشمل البروتستانت في كل من سوريا وبلاد ما بين النهرين ومصر وإثيوبيا، وكان من المقرر أن تُمارس هذه الصلاحيات وفقًا لقوانين وأعراف كنيسة إنجلترا. .

## قانون البرلمان الإنجليزي
سمح قانون الأساقفة في البلدان الأجنبية لعام 1841 (المعروف أيضًا باسم قانون أسقفية القدس)، والذي بدأ سريانه في 5 أكتوبر، بتكريس أسقف لبلد أجنبي دون اشتراط تبعيته للتاج البريطاني أو القسم بالولاء. في المقابل، لم يكن لرجال الدين الذين يرسمهم هذا الأسقف الحق في أداء الشعائر الدينية في إنجلترا أو أيرلندا.اتفق الطرفان على أن يقوم الأسقف بحماية ومساعدة المجتمعات الألمانية، وأن يتولى رجال الدين الألمان مهمة رعاية النفوس ضمن هذه المجتمعات. وقد كان هؤلاء الكهنة يُعينون وفقًا للطقوس الإنجليزية بعد اجتياز فحص وتوقيع العقائد المسكونية الثلاثة. كما تقرر تجميع قداس الصلاة من تلك الواردة في الكنيسة المسيحية الإنجيلية في بروسيا، بعد اعتمادها من قبل رئيس أساقفة كانتربري. أما سر التثبيت للألمان، فكان يُدار من قبل الأسقف وفقًا للنموذج الإنجليزي.أثارت هذه التنازلات واسعة النطاق استياءً كبيرًا بين اللوثريين الألمان (بمن فيهم اللوثريين القدامى واللوثريين الجدد)، كما استقبلها حزب تراكتاريان في إنجلترا بشكل غير مرغوب فيه لأسباب معاكسة. بالنسبة لجون هنري نيومان ، كانت حقيقة استعداد الكنيسة الأنجليكانية لإنشاء كنيسة مدمجة في الخارج مع البروتستانت الألمان الذين لا يؤمنون بـ الخلافة الرسولية دليلاً قاطعًا آخر على أن الكنيسة الأنجليكانية كانت بروتستانتية في جوهرها، وكانت هذه القضية أحد المحفزات الرئيسية لتحوله إلى الكاثوليكية.

## الأسقفية في الممارسة
وكان أول أسقف تم تعيينه بموجب الاتفاق هو مايكل ألكسندر ، الذي اعتنق اليهودية أثناء خدمته حاخامًا في بليموث في عام 1825. دخل في خدمة كنيسة إنجلترا ، وأصبح مبشرًا لجمعية لندن لتحويل اليهود ، وأستاذًا للغة العبرية والأدب الحاخامي في كلية كينجز بلندن . تم تكريسه أسقفًا في 7 نوفمبر 1841 ليكون أول "أسقف في القدس". أقام في القدس في بداية عام 1842 وتوفي في الصحراء قرب القاهرة في 23 نوفمبر 1845. خلف ألكسندر صموئيل جوبات ، وهو من سكان كريمينز في جبال الألب البرنية ، ومبشر سابق في إثيوبيا. وفي عصره أصبح من الواضح أن الأسقفية المشتركة لا يمكن أن تستمر.
شهد المجتمع الألماني في القدس نموًا ملحوظًا، حيث وصل عدد أعضائه إلى 200 فرد بحلول عام 1875، وارتبطت به أعمال خيرية مهمة. وفي عام 1871، تم بناء كنيسة مؤقتة لعبادتهم، لتحل محلها الكنيسة الأكبر تم تكريسها بحضور الإمبراطور الألماني في 31 أكتوبر 1898. في الوقت نفسه، أصبحت العلاقات بين الجماعتين الألمانية والإنجليزية اسمية بشكل متزايد. وفي عام 1879، خلف الأسقف جوبات الإنجليزي <b>جوزيف باركلي</b> (Joseph Barclay)، الذي توفي بعد عامين،ثم جاء الدور على ألمانيا لتقديم الترشيح التالي للأسقفية.
حدث الانفصال النهائي نتيجة لإصرار كنيسة إنجلترا على أن يوقع الأسقف على <b>المواد التسعة والثلاثين</b> (Thirty-Nine Articles) وأن يتم تكريسه وفقًا للطقوس الإنجليزية. اعترضت ألمانيا على هذا الشرط، وألغى ملك بروسيا الاتفاقية بشكل نهائي في 3 نوفمبر عام 1886.ظلت الأسقفية تحت إدارة كنيسة إنجلترا وحدها، بقيادة أسقف أنجليكاني في القدس.وتطورت البعثة اللوثرية التي كانت جزءًا من المشروع المشترك لتصبح ما يُعرف الآن باسم بالكنيسة الإنجيلية اللوثرية في الأردن والأرض المقدسة.

## فهرس
- [Anon.] (1895). Der Herr baut Jerusalem. Eine Denkschrift über das Werk der evangelischen Kirchen in Jerusalem. Berlin.{{استشهاد بكتاب}}:  صيانة الاستشهاد: مكان بدون ناشر (link)
- Heckler, W. H. (1883). The Jerusalem Bishopric. London.{{استشهاد بكتاب}}:  صيانة الاستشهاد: مكان بدون ناشر (link)
- Hope, J. R. (1842). The Bishopric of the United Church of England and Ireland at Jerusalem, Considered in a Letter to a Friend (ط. 2nd ed. revised). London: C. J. Stewart.
- McCaul, A. (1866). Jerusalem, its Bishop, its Missionaries. London.{{استشهاد بكتاب}}:  صيانة الاستشهاد: مكان بدون ناشر (link)
- Meyer, P. (1914) "Jerusalem, Anglican-German Bishopric in", Schaff-Herzog Encyclopedia of Religious Knowledge
- Riley, A. (1889). Progress and Prospects of the Archbishop of Canterbury's Mission to the Assyrian Christians. London.{{استشهاد بكتاب}}:  صيانة الاستشهاد: مكان بدون ناشر (link)
- Smith, H. (1846). The Protestant Bishopric in Jerusalem. London.

تتضمن هذه المقالة نصًا من منشور في المجال العام: .mw-parser-output cite.citation{font-style:inherit;word-wrap:break-word}.mw-parser-output .citation q{quotes:"\"""\"""'""'"}.mw-parser-output .citation:target{background-color:rgba(0,127,255,0.133)}.mw-parser-output .id-lock-free.id-lock-free a{background:url("//upload.wikimedia.org/wikipedia/commons/6/65/Lock-green.svg")right 0.1em center/9px no-repeat}.mw-parser-output .id-lock-limited.id-lock-limited a,.mw-parser-output .id-lock-registration.id-lock-registration a{الخلفية: url("//upload.wikimedia.org/wikipedia/commons/d/d6/Lock-gray-alt-2.svg")يمين 0.1em وسط/9px بدون تكرار}.mw-parser-output .id-lock-subscription.id-lock-subscription a{الخلفية: url("//upload.wikimedia.org/wikipedia/commons/a/aa/Lock-red-alt-2.svg")يمين 0.1em وسط/9px بدون تكرار}.mw-parser-output .cs1-ws-icon